# 伍伦贡大学
伍伦贡大学，建校于1951年，是澳大利亚的一所以教育、工程、科技、商学、自然科学为主的公立研究型大學，位于澳洲海濱城市臥龍崗市，距離雪梨以南約80（50英里）。伍伦贡大学是NUW聯盟（The NUW Alliance）、大学全球合作网络、东南亚高等学术机构协会、英联邦大学协会的重要成员，也是经过AACSB认证的高等院校。
伍伦贡大学91%的學科達到、高於或遠高於世界標準，在信息技术、计算机科学、工程学领域代表澳洲大学最高水平，它的计算机学院是澳大利亚最大的ICT科研中心，南半球最大的信息技术与电信研究机构之一。伍伦贡大学在世界大學排名中名列前1%。在2024年QS世界大学学科排名中位列第162位，2024-2025年U.S. News世界大学排名中排名第204位，2024年泰晤士世界最佳年輕大學排名第16全澳第2。2020年，伍伦贡大学悉尼商学院被《CEO》杂志评为全球排名顶尖水平；其法律专业在泰晤士高等教育世界大学排名第74位。2021年，伍伦贡大学的供应链管理专业在QS世界大学学科排名中排名全球第38位。
在2024年度泰晤士高等教育大学影响力排名中，伍伦贡大学排名世界第44。伍伦贡大學還在多家海外合作院校提供伍伦贡校區同等課程，其中包括新加坡、馬來西亞、中国大陆和香港。

## 排名
在《泰晤士報高等教育》亞太地區大學排名2019中排名第42，在2024年QS世界大學排名中躋身全球前200名大學之列。
- 在2019年QS評定為世界最佳20所現代大學之一
- 世界第14位——2021年QS評定在校齡50年以下世界大學的前50強排名第14
- 世界第16位——2024年泰晤士高等教育校齡50年以下世界大學排名第16全澳第2

全球五星級大學
- 五星級——2024年QS世界大學排名
- 本校的畢業生被全球僱主評為世界大學前200位 - 2022年QS世界大學排名畢業生僱主調查
- 本校在2022年QS畢業生就業能力排名中，以其畢業生的素質排名世界第181-190名

## 学校历史

### 本土发展
伍伦贡大学成立于1951年，最初是作为新南威尔士科技大学（1958年改名為新南威尔士大学）的一个分校。十年后，改为新南威尔士大学旗下的伍伦贡学院。1975年，伍伦贡大学獲新南威尔士州议会整合为一个独立的高等教育机构。
1978年，计算机科学系为Interdata 7/32（一種32位小型機）开发一个名为UNSW 01的Unix版本，这是第一个非PDP版本的Unix。1982年，伍伦贡大学与创立于1962年的伍伦贡高等教育机构（最初名为伍伦贡教师学院）合併，奠定了伍伦贡大学的基础，然後繼續發展。
现伍伦贡大学基本上发展为多校区院校，其中三所校区位于伊拉瓦拉（伍伦贡校区、沙湾港校区和创新校区）、一所校区位于悉尼及一所位于阿拉伯联合酋长国杜拜的海外分校。伍伦贡校區是大學主校區，位於市中心西北5公里的大學原址，校園面積達82.4公頃，擁有94棟永久建築，包括六處學生宿舍。此外，還在貝加、貝特曼斯灣、莫斯維爾和南雪梨設有大學教育中心，同時在悉尼市設有商學院 。
伍伦贡大学是一所年輕而富有潛力的綜合性大學，世界排名前1%，亞太地區排名前50，世界年輕大學排名前20全澳第2，資訊科技以及電腦科學專業通常被認為代表全澳洲頂尖水準，同時，伍倫貢大學以理工科尤其是工程學聞名遐邇，是澳大利亞除八大外少有的被評定為五星級的大學。

### 海外擴展
1993年，伍伦贡大学于阿拉伯聯合酋長國杜拜設立分校。起初名為澳洲研究学院（IAS），該學院為阿聯酋第一所外國大學，也是波斯灣的第一所澳洲大學。IAS 起初提供短期英語課程，1995年成為預備學院，商科和資訊科學的學生可以在赴澳完成學位前在杜拜完成部份課程。1999年，它是阿聯酋政府授予執照的第一所外資學院。2000年10月，IAS 正式更名為伍伦贡大学杜拜校區（University of Wollongong, Dubai Campus）。2004年，大學移至Knowledge Village，并正式整合為伍伦贡大學杜拜分校（University of Wollongong in Dubai （UOWD））。

## 學院
伍伦贡大学包括以下五個學院：
- 商學院
- 工程與資訊科學學院
- 法律、人文與藝術學院
- 社會科學學院
- 科學、醫學與健康學院

學習領域
商科
文學院位於19號樓，包含四個部門：
- 會計學、商業資訊系統、商業法、經濟學、金融學、財務規劃、人力資源管理、國際商務、管理學、市場學、公共關係、供應鏈管理（物流）、零售管理碩士、項目管理碩士、工商管理碩士與TAFE聯合授課:酒店管理、展會管理、旅遊管理

工程
工學院包含三個系:
- 土木工程、計算機工程、電氣工程、環境工程、材料工程、機械工程、機電一體化工程、採礦工程、通信工程

計算機資訊學
- 電子商務管理與技術、計算機科學、數字系統安全、移動電子、資訊系統、資訊技術、多媒體和遊戲開發、網絡和系統的設計與管理、軟件工程

數學
- 數學與統計學、金融數學、醫學數學

健康與醫藥學
- 運動科學與康復、醫學科學、助產學、護理、公共健康、營養與飲食學、心理學

理科
- 生物學、生物科技、化學、環境科學、地質學、海洋科學、醫用放射物理學、藥物化學、納米技術、光電子學、物理學

人文與社會科學
- 亞太區研究、澳洲研究、英國語言研究、歷史與政治學、國際關係、哲學、社會學現代語言:漢語、日語、西班牙語、意大利語和法語

傳媒與創意產業
- 市場與廣告學、公共關係、新聞與專業寫作、國際媒體與傳播、創意寫作、數字媒體、平面設計、戲劇與表演、視覺藝術

教育
- 學前教育、體育健康教育、小學教育、中學教育、特殊教育、教育領導學、TESOL（對外英語教學）、高等與職業教育、讀寫教育

法學
- 法學學士(4年),法學雙學位(4-5年)

研究生課程：海事政策

## 学术研究
研究是伍伦贡大學發展策略的重要部分。大學的研究計劃包括多家主要研究機構，例如：
- 澳洲創新材料研究所（AIIM）
- 智能高分子研究所（IPRI） / 電子材料科學卓越中心（ACES）
- 超導和電子材料研究所（ISEM）
- 工程材料研究所
- 電子顯微鏡中心（EMC）
- 早期教育研究所（ESRI）
- Illawarra健康與醫學研究中心（IHMRI）
- SMART（仿真、建摸、分析、研究和教學）基礎設施研究中心
- 可持續發展建築研究中心（SBRC）

主要研究中心：
- 澳洲文化環境研究中心（AUSSCER）
- 澳洲國家海洋資源和安全中心（ANCORS）
- 考古學中心（CAS）
- 衛生安全中心（CHI）
- 醫學和分子生物科學中心（CMMB）
- 醫學放射物理研究中心（CMRP）
- 工程製造 GeoQuEST 研究中心
- 澳洲國家應用統計研究所（NIASRA）

全球挑戰
伍伦贡大學一項名為「[全球挑戰研究計劃 https://www.uow.edu.au/global-challenges/]」的最新研究計劃。該計劃匯聚各個學科眾多研究人員，共同研究澳洲面臨的三大挑戰：管理人口老化、因應產業轉型和維護海岸環境。
Illawarra（伊拉瓦拉）健康與醫學研究中心（IHMRI）
成立於 2008 年，為伍伦贡大學與伊拉瓦拉沙灣港本地衛生社區合作開展的一項計劃。研究所旨在透過發展地區性的健康和醫學研究設備和培訓人材的區域卓越中心，以資改善伊拉瓦拉居民健康和福利祉。

## 学校校区
伍伦贡大学在澳洲共有9个校園区，分别是：
- 伍伦贡校区（主校園）

伍伦贡主校園位於新南威爾斯州海岸，在悉尼以南80公里處，距離伍伦贡市中心3公里。伍伦贡校園擁有公園式的校園和豐富的學習與娛樂設施，可以稱得上是澳洲最美麗的大學校園。
- 创新校園区（iC）

創新園區（iC）是由具有澳洲領先的集研究及教學於一體的伍倫貢大學開發建設的。它頂級的科研實力和緊密的商業聯繫在全球範圍內均屢獲殊榮。
iC也是重要的教學中心，它不僅是伍倫貢大學商學院總部和ANCORS法律中心，也是著重於海事法的國際研究與培訓中心。
iC以極具競爭力的租金提供了高品質的商業辦公空間。眾多創新企業在其先進的校園設施和一流辦公空間的吸引下，入駐創新園區，與伍倫貢數個領先的研究機構，共同定位了現有的創新社區。這令這些國際、國家及本地企業充分意識到iC不僅僅是一個工業園區，更為他們帶來了不可估量的商業潛能。
- 悉尼中央商務區

悉尼商學院提供大學和研究所課程，地址位於悉尼環形碼頭。在悉尼商學院，您可遠望歌劇院和海港大橋，乘坐巴士、地鐵和渡輪皆可抵達。
區內校園區:
- 肖爾黑文校區
- 貝特曼斯灣教育中心
- 貝加教育中心
- 洛夫特斯教育中心
- 莫斯維爾教育中心

## 海外分校

### 馬來西亞校園
2019 年伍倫貢環球企業集團收購伯樂大學學院企業
2019 年 11 月 19 日，伯樂大學學院更名為馬來西亞伍倫貢伯樂大學學院，以反映它們是澳洲臥龍崗大學全球網路的一部分。

### 杜拜校園
伍伦贡大學於1993年建立伍伦贡大學杜拜分校（UOWD）。最初學生人數不多，現在已經發展成為阿拉伯聯合酋長國最負盛名教育院校之一。 伍伦贡大學杜拜分校目前擁有大約200 名教職員工和3,650 名學生，攻讀12 個經認證的大學課程、11 個碩士課程和一個受到高度認可的PhD 課程。
校園位於杜拜知識村（Knowledge Village），提供商業、金融、電腦科學、工程、國際研究及媒體和通訊領域等課程。

### 香港伍倫貢學院
校舍設於沙田大圍圍方商場內，2023年啟用。

## 学校环境

### 设施服务
伍伦贡大学位于新南威尔士州，距离悉尼市中心1个半小时的车程。多次被评为“澳大利亚最美校园”之一。伍伦贡大学依山傍水，周围绿树覆盖，旁边是辽阔的太平洋。校园所有建筑都是现代风格，学校拥有17个冲浪沙滩和15个天然远足地。

### 學生宿舍
伍伦贡主校園現有9所宿舍（绝大部分为单人间）：

| - Campus East（東邊校園） - Graduate House（研究生宿舍） - Gundi（研究生宿舍） - International House - Kooloobong | - Keiraview - Weerona College - The Manor（2010新開放，研究生宿舍） - Rydges（為大學與四星級酒店Rydges Hotel的合作宿舍） |

## 與大中華地區大學的合作
伍伦贡大學在中國大陸的合作辦學伙伴如下：
- 北京交通大学
- 郑州大学
- 天津工业大学

伍伦贡大學已与下列中國大陆院校達成了合作諒解備忘錄：
- 中國科學院
- 北京航空航天大學
- 上海交通大學
- 華中科技大學
- 華中師範大學
- 西安交通大學
- 西安電子科技大學
- 中國社科院
- 北京科技大學
- 華南師範大學
- 鄭州大學
- 東北大學
- 山東大學(威海)
- 西南財經大學
- 中國海洋大學(青島)

伍伦贡大學已与下列香港院校达成了学分豁免協議：
- 香港城市大學
- 香港浸會大學
- 香港專業進修學校
- 香港理工大學
- 香港大學專業進修學院
- 嘉諾撒聖心商學書院
- 香港中文大學

伍伦贡大學与下列台灣院校擁有長期的合作關係：
- 國立陽明交通大學
- 國立清華大學
- 國立暨南國際大學
- 國立台灣科技大學
- 國立高雄科技大學
- 國立屏東科技大學
- 南華大學
- 東吳大學
- 台北醫學大學
- 東海大學
- 南台科技大學
- 中原大學
- 華梵大學
- 真理大學
- 長庚科技大學

## 知名校友
- 陆克文 - 前澳大利亚总理，曾任伍伦贡大学亚洲语言系副主任;
- 朱利安·麥克馬洪 - 演员，澳洲第20任总理威廉·麦克马洪爵士之子
- 甄澤權 - 香港魔術師
- 林克霖 - 香港網絡紅人，因為打扮及神情語調均酷似香港藝人謝霆鋒而有「維園霆鋒」之稱。
- 阮小清 - 香港無綫電視新聞及資訊部高級監製
- 馬啓仁 - 香港的體育評述員、主持人及演員
- 吳加里 - 資深藝術教育工作者，前任香港美術教育協會副會長
- 沃爾特·坎貝爾 - 英国皇室御用大律师，曾在1977–1985年担任伍伦贡大学校监[22]